# Павел Мареш
Павел Мареш (чеськ. Pavel Mareš; нар. 18 січня 1976, Злін, Чехословаччина) — чеський футболіст, що грав на позиції захисника. Виступав за національну збірну Чехії.
Чемпіон Чехії. Дворазовий володар Кубка Чехії.

## Клубна кар'єра
У дорослому футболі дебютував 1996 року виступами за команду клубу «Баник», в якій провів три сезони, взявши участь у 41 матчі чемпіонату.
Згодом з 1997 по 2003 рік грав у складі команд клубів «Світ Злін», «Богеміанс 1905» та «Спарта» (Прага). Протягом цих років виборов титул чемпіона Чехії.
Своєю грою за останню команду привернув увагу представників тренерського штабу клубу «Зеніт», до складу якого приєднався 2003 року. Відіграв за санкт-петербурзьку команду наступні три сезони своєї ігрової кар'єри. Більшість часу, проведеного у складі «Зеніта», був основним гравцем захисту команди.
Протягом 2007—2009 років захищав кольори клубів «Спарта» (Прага) та «Височина». Протягом цих років додав до переліку своїх трофеїв два титули володаря Кубка Чехії.
Завершив професійну ігрову кар'єру у клубі «Вікторія» (Жижков), за команду якого виступав протягом 2009 року.

## Виступи за збірну
2002 року дебютував в офіційних матчах у складі національної збірної Чехії. Протягом кар'єри у національній команді, яка тривала 5 років, провів у формі головної команди країни лише 10 матчів.
У складі збірної був учасником чемпіонату Європи 2004 року у Португалії, чемпіонату світу 2006 року у Німеччині.

## Досягнення
- Чемпіон Чехії:

«Спарта» (Прага): 2002—2003
- Володар Кубка Чехії:

«Спарта» (Прага): 2006—2007, 2007—2008